# Thomas Pöpper

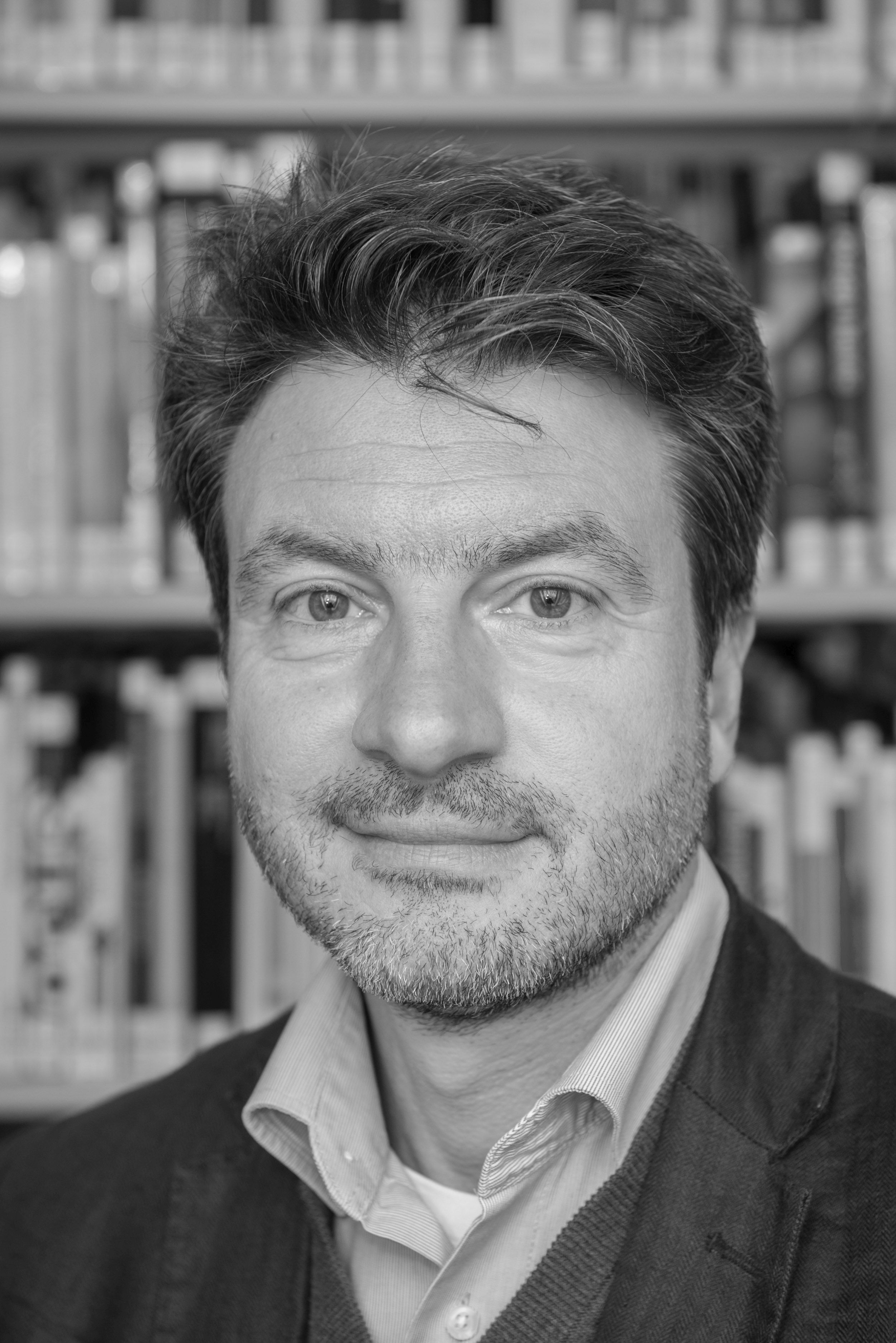
Thomas Pöpper, 2015

Thomas Pöpper (* 28. Dezember 1969 in Bremen) ist ein deutscher Kunsthistoriker, Designhistoriker und Hochschullehrer. Zu seinen kulturhistorisch orientierten Forschungsinteressen zählen die italienische und deutsche Renaissancekunst sowie designtheoretische Konzepte der europäischen Objektkulturen im 20. und 21. Jahrhundert.

## Werdegang
Pöpper studierte von 1991 bis 1996 Kunstgeschichte, Mittlere bzw. Osteuropäische Geschichte und Politikwissenschaft sowie einige Semester Christliche Archäologie und Kulturwissenschaften an verschiedenen Universitäten (Thema der an der Universität Münster eingereichten Magisterarbeit: „Studien zu den Langhausdekorationen von Alt-St. Peter und Alt-St. Paul in Rom“). 1997 war er Forschungsassistent in einem von der Gerda-Henkel-Stiftung geförderten Projekt („Bauornamentik der Frührenaissance“) und von 1997 bis 1999 Stipendiat der Max-Planck-Gesellschaft, Bibliotheca Hertziana, Rom. Das Museumsvolontariat absolvierte Pöpper 2000 bis 2001 bei der Stiftung Schleswig-Holsteinische Landesmuseen, Landesmuseum für Kunst und Kulturgeschichte, Schleswig, Schloss Gottorf. Von 2001 bis 2004/05 hatte er einen Lehrauftrag an der Universität Flensburg, Institut für Ästhetisch-Kulturelle Bildung, Abteilung Bildende Kunst. Nach weiteren Lehraufträgen und Dozenturen unter anderem an der Technischen Universität Hamburg-Harburg, Northern Institute of Technology, Arbeitsgruppe Humanities (gefördert von der Claussen-Simon-Stiftung) und seiner Promotion 2003 an der Westfälischen Wilhelms-Universität Münster zu Leben und Werk des lombardischen Renaissancebildhauers Andrea Bregno wirkte Pöpper von 2005 bis 2008 als wissenschaftlicher Assistent an der Universität Leipzig, Institut für Kunstgeschichte.
Pöpper hat seit 2008 eine Professur für Kunst- und Designgeschichte an der Westsächsischen Hochschule Zwickau, Fakultät für Angewandte Kunst in Schneeberg inne; 2009 bis 2012 war er Studiendekan, 2012 bis 2019 Dekan an dieser Hochschule.

## Veröffentlichungen (Auswahl)

### Bücher
- Michelangelos Requisiten. Beobachtungen zum Bacchus (Florenz), zum Hl. Petronius (Bologna) und zu einem Seligen des Jüngsten Gerichts (Vatikanstadt) (= Angewandte Kunst Schneeberg/ Studium Generale, 4), [Zwickau] 2021
- Albrecht Dürer als Schuhdesigner, oder: Eine Fußnote zum 'zweiten Apelles' und seinem Schuster. Vorlesung zu Dürers 'Vorzeichnung eines Schuhs' und 'Sohlenzuschnitt' in London, British Museum (= Angewandte Kunst Schneeberg/ Studium Generale, 3), [Zwickau] 2019
- Michelangelo als Zeichner und ‚colorista‘. Vorlesung zur Farbigkeit in Michelangelos frühesten Zeichnungen, unter besonderer Berücksichtigung des Münchner Hl. Petrus nach Masaccios 'Zinsgroschen-Fresko' (= Angewandte Kunst Schneeberg/ Studium Generale, 2), [Zwickau] 2018
- (Herausgeber) Cranach in Zwickau. Das Retabel in der St. Katharinenkirche. Einführung, Aufsätze, Quellen, Fotodokumentation, Konservierung, Regensburg 2017
- Michelangelo. Die Zeichnungen. Mit einem Beitrag zu den Architekturzeichnungen von Christof Thoenes (= Bibliotheca Universalis), Köln u. a. 2017
- Michelangelo als Zeichner und Abkürzer. Zwei Vorlesungen mit italienischer Zusammenfassung/ con riassunto in italiano (= Angewandte Kunst Schneeberg/ Studium Generale, 1), [Zwickau] 2017
- (Herausgeber) Dinge im Kontext. Artefakt, Handhabung und Handlungsästhetik zwischen Mittelalter und Gegenwart, Berlin u. a. 2015 Google Books
- (zusammen mit Frank Zöllner und Christof Thoenes) Michelangelo, 1475–1564. Das vollständige Werk, überarb. und ergänzte Neuauflage, Köln u. a. 2014
- (Herausgeber, zusammen mit Susanne Wegmann) Das Bild des neuen Glaubens. Das Cranach-Retabel in der Schneeberger St. Wolfgangskirche, Regensburg 2011
- Skulpturen für das Papsttum. Leben und Werk des Andrea Bregno im Rom des 15. Jahrhunderts, Leipzig 2010

### Aufsätze
- (zusammen mit Tamara Tolnai) Le eccezioni confermano la regola. Collaborazioni e 'famiglie' di monumenti sepolcrali nella scultura romana del Quattrocento, in: La scuola scultorea romana del Quattrocento (= RinnovaMenti. Studi sul Rinascimento, 9), hg. von Claudio Crescentini und Sergio Risaliti, Rom 2018, S. 41–57
- Artistic self-representation and the perception of art in the Florentine Renaissance: Mino da Fiesole’s sculptures in the Badia as 'exempla artis' for an 'artist’s museum'?, in: Sculpture Journal 25,1, 2016, S. 29–44
- ‘Corriger la fortune‘ oder ‘laisser-faire‘. Max Klinger, Georg Kolbe und Georg Wrba im Spiegel ihrer Nachlaßregelungen, in: Nicole Hegener und Kerstin Schwedes (Hg.), Der Künstler und sein Tod. Testamente europäischer Künstler vom Spätmittelalter bis zum 20. Jahrhundert, Würzburg 2012, S. 309–333
- (zusammen mit Nicole Hegener) Mit dem Tod an Bord. Künstlertestamente als Quellen der Kunstgeschichte und Künstlersoziologie, in: Nicole Hegener und Kerstin Schwedes (Hg.), Der Künstler und sein Tod. Testamente europäischer Künstler vom Spätmittelalter bis zum 20. Jahrhundert, Würzburg 2012, S. 11–52
- Familienbild mit 'papa'. Zur mutmaßlich multimedialen Memorialstrategie Papst Alexanders VI., seiner Mätresse Vannozza Cattanei und ihrer Kinder in Santa Maria del Popolo, Rom, in: Arne Karsten (Hg.): Das Grabmal des Günstlings. Studien zur Memorialkultur frühneuzeitlicher Favoriten (= Humboldt-Schriften zur Kunst- und Bildgeschichte, 15), Berlin 2011, S. 169–187
- Märchenkult und Tast-Erfahrung. Zu Ludwig Sußmann-Hellborns 'vielberührtem' „Dornröschen“ in der Alten Nationalgalerie, in: Jahrbuch der Berliner Museen, N.F., 50, 2008 (2009), S. 165–176
- Zur ursprünglichen Aufstellung und zum 'idealen' Betrachter des Grabdenkmals Papst Martins V. in San Giovanni in Laterano, Rom, in: Zeitschrift für Kunstgeschichte 70, 2007, 1, S. 55–68
- Absenz und Präsenz als Spiel mit Technik und Kunst. Zu einem barocken Vexierbild König Christians V. von Dänemark, in: Margarete Jarchow (Hg.): Begegnungen von Kultur und Technik, Neumünster 2006 (= Studien und Forschungen der AG Humanities an der Technischen Universität Hamburg-Harburg, 1), S. 111–118